# God Save the Queen (singel Sex Pistols)
God Save the Queen – parafraza hymnu Wielkiej Brytanii (o tym samym tytule), autorstwa Sex Pistols.
Utwór został wydany jako singel przez wytwórnię Virgin Records 27 marca 1977. Wywołał falę krytyki ze strony mediów, ze względu na utożsamienie osoby królowej Elżbiety II z określeniem „fascist regime” („faszystowski reżim”) oraz słowami „no future” („brak przyszłości”). Pierwotnie piosenka miała nosić tytuł „No Future”, jednak menedżer zespołu Malcolm McLaren zdecydował się ją zatytułować „God Save the Queen”. 7 lipca 1977 miała miejsce nieudana próba koncertu na rzecznym statku płynącym po Tamizie (Londyn), na którym alternatywny hymn miał być zaprezentowany nieopodal Pałacu Westminsterskiego.
Niektóre stacje radiowe bojkotowały kontrowersyjny utwór, a żadna nie prezentowała go w czasie dnia. Pomimo tego sprzedaż singla osiągała rekordowe wyniki. Utwór jest jedną z najbardziej rozpoznawalnych piosenek grupy, a hasło „no future” stało się symbolem ówczesnego ruchu punkrockowego.
W 2004 utwór został sklasyfikowany na 173. miejscu listy 500 utworów wszech czasów magazynu Rolling Stone.

## Lista utworów
1. God Save the Queen
2. Did You No Wrong

## Skład
- Johnny Rotten – wokal
- Steve Jones – gitara, gitara basowa
- Paul Cook – perkusja